# Inspector Municipal de Transporte
El Cuerpo de Inspectores Municipales de Transporte es un cuerpo uniformado, no armado, que actúa como autoridad de control del Transporte Urbano Regular y No Regular en la jurisdicción de Lima Metropolitana, Perú.
Tiene como misión hacer cumplir los dispositivos Municipales Vigentes de Control y Fiscalización del Transporte Público Regular y no regular, del Servicio de Carga y Mercancías, el Servicio de Taxi Metropolitano (SETAME) y otros.
Fue creado a mediados del año 1998 fruto del Decreto de Alcaldía N°044 del 2 de julio de 1998, Asimismo los requisitos y funciones de los Inspectores Municipales de Transporte son regulados mediante el Decreto de Alcaldía N.º 013-2005 (9 de febrero del 2005) y su posterior modificatoria mediante el Decreto de Alcaldía N°005-2016 (22 de marzo del 2016) y las Ordenanzas Municipales que Regulan el Servicio de Transporte Urbano Regular y no Regular.

## Definición
Es la persona responsable de verificar el cumplimiento de las normas de tránsito, vialidad y transporte incluyendo los términos, condiciones, deberes y obligaciones de la prestación del servicio de transporte público en Lima Metropolitana a través de la acción de control; asimismo supervisa y detecta incumplimientos e infracciones a lo establecido en las ordenanzas Municipales, encontrándose facultado para intervenir, solicitar documentación, levantar actas de control, papeletas de infracción, elaborar informes y aplicar las medidas preventivas, según correspondan y siempre que se encuentre debidamente acreditado por la gerencia de transporte Urbano, independientemente de su régimen laboral o contractual.

## Marco legal y Rango de Acción

### Facultades y Atribuciones
- Fiscalizar, supervisar y controlar el cumplimiento de la normativa vigente vinculada al servicio de transporte público de personas y carga, incluida la de infraestructura complementaria de transporte terrestre.
- Fiscalizar, supervisar y controlar el cumplimiento de la normativa vigente vinculada al tránsito terrestre conforme lo dispuesto en el Reglamento Nacional de Tránsito.
- Ejecutar acciones de control en la vía pública, para lo cual podrán utilizar medios electrónicos, computarizados u otro tipo de mecanismos tecnológicos que permitan verificar la comisión de las infracciones de manera verosímil.
- Orientar a los operadores del servicio de transporte público de personas y carga sobre el cumplimiento de las medidas necesarias para la correcta ejecución de las acciones de control.
- Cumplir con el procedimiento establecido en la normatividad vigente, referido al levantamiento del formato del acta de control y la aplicación de las medidas preventivas.
- Orientar al público usuario con relación al servicio de transporte público de personas y cargas.

### Requisitos
Los requisitos actuales están fijados en el Decreto de Alcaldía N°005-2016 de fecha 22 de marzo del 2016, firmado por el Alcalde de Lima, Luis Castañeda Lossio.
Edad: 18 años mínimo (Mayoría de Edad en el Perú).

Estatura: 1.60 cm. mínimo

Nivel Educativo: Secundaria Completa

Aptitud Psicológica: Adecuada

Haber aprobado satisfactoriamente la Capacitación y la Entrevista Personal brindada por la Gerencia de Transporte Urbano.